# DJ Rabauke

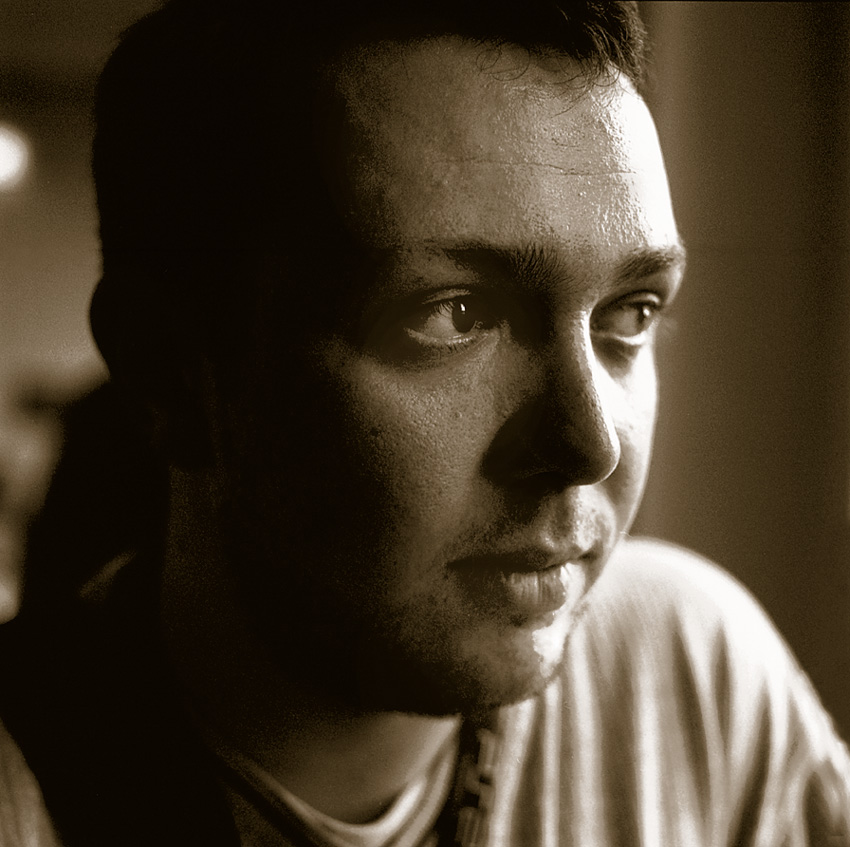
DJ Rabauke (2000)

DJ Rabauke (* 23. September 1972 in Flensburg, bürgerlich Thomas Jensen) ist ein Hip-Hop- und House-DJ sowie Musikproduzent aus Deutschland.

## Biografie
Anfang der 1990er war DJ Rabauke Mitglied der Flensburger Band An der Grenze.
Martin Schrader (Doc Renz) von der Hamburger Hip-Hop-Band Fettes Brot beschreibt im Booklet des Doppel-Albums Fettes Brot für die Welt die erste Begegnung mit Rabauke wie folgt:
„Die Flensburger Bands [...] und An der Grenze gehörten […] ebenfalls zum Line-Up, und wir waren entzückt von der flinken Darbietung, die der DJ […] zum Besten gab. Als […] die Aufnahmen zu Nordisch by Nature in Hamburg anstanden, riefen wir […] den […] Fuchs von der dänischen Grenze an und luden ihn ins Studio ein.“
Von 1994 bis 1998 war Rabauke Tour-DJ bei den Auftritten von Fettes Brot, im Studio war er für die Scratches und Cuts von Fettes Brot verantwortlich. Bei einigen Fettes-Brot-Konzerten war die Hip-Hop-Combo Arme Ritter als Support dabei, dadurch lernte Rabauke den Rapper Dendemann kennen. Zusammen nahmen sie 1997 ihr erstes Demo auf und gründeten das Hip-Hop-Duo Eins Zwo. Sie veröffentlichten bis 2003 eine EP, zwei Alben und fünf Singles. Von 2003 an gingen sie getrennte Wege.
In den folgenden Jahren erstellte Rabauke Remixe für namhafte Bands wie Sportfreunde Stiller, Tocotronic, Tomte, Virginia Jetzt, Stereo Total, und Röyksopp. 2003 arbeitete er an seiner ersten eigenen EP, die Elektro- und Dance-Musik beinhalten sollte, für die er einen Verleger suchte. 2004 hatte er einen Solo-Auftritt auf dem Melt-Festival.
2010 erschien die Kompilation „Deichkind präsentiert Papa Professionell“ bei Buback Tonträger, an der auch Rabauke beteiligt war. Die Südwest Presse rezensierte: „Mit der Liedersammlung [...] verneigen sich die Hamburger Popextremisten vor dem Schaffen ihres im vergangenen Jahr im Alter von 32 Jahren verstorbenen Produzenten Sebastian Hackert. DJ Rabauke geht in die Vollen.“

## Diskografie
Alben
Fettes Brot-Zeit
- 1995: Auf einem Auge blöd – Track: Nordisch by Nature
- 1996: Außen Top Hits, innen Geschmack
- 1998: Fettes Brot lässt grüßen

Eins Zwo-Zeit
- 1999: Gefährliches Halbwissen
- 2001: Zwei

Singles
Fettes Brot-Zeit
- 1995: Nordisch by Nature
- 1996: Jein
- 1998: Lieblingslied

Eins Zwo-Zeit
- 1998: Sport (EP)
- 1999: Danke, gut
- 1999: Hand aufs Herz
- 1999: Tschuldigung / Weltretten 4- (Limited Edition)
- 2001: Bombe / Undsoweiter
- 2001: Discjockeys (EP)

Remixe
- 1997: Sekt oder Selters (Vier Fäuste für ein Halleluja Remix) (Fettes Brot)
- 1997: Wenn der Vorhang fällt (Freundeskreis)
- 1999: Pures Gift (Samy Deluxe)
- 2000: Mikro in der Hand (Absolute Beginner)
- 2000: Gangsta Rap (Fettes Brot)
- 2001: Liebe zu dritt (Stereo Total)
- 2002: Meer sehn (Der Junge mit der Gitarre)
- 2002: Komm schon (Sportfreunde Stiller)
- 2002: Hi Freaks (Tocotronic)
- 2003: Eple (Röyksopp)
- 2003: Die Schönheit der Chance (Tomte)
- 2003: Dreifach schön (Virginia Jetzt)
- 2004: Es regnet Kaviar (Tolerantes Brandenburg)
- 2005: Rock (AK4711)

Andere Tracks
- 1997: Jugend Forscht (Fettes Brot, Dendemann)
- 2000: Und andere Prioritäten (Deichkind)
- 2001: Nowhere bei mir (Blumfeld)